# الناجم (اللواثة الغربية)
الناجم هو دُوَّار يقع بجماعة الويدان، عمالة مراكش، جهة مراكش آسفي في المملكة المغربية. ينتمي الدوّار لمشيخة اللواثة الغربية التي تضم 15 دوار. يقدر عدد سكانه بـ 911 نسمة حسب الإحصاء الرسمي للسكان والسكنى لسنة 2004.

## روابط خارجية
- البوابة الوطنية للجماعات الترابية
- المندوبية السامية للتخطيط